# Fariza
Fariza è un comune spagnolo di 710 abitanti situato nella comunità autonoma di Castiglia e León.